# شهركان
شهركان  قرية صغيرة تقع في الجزء الغربي لجزيرة البحرين على الحزام الأخضر منه، بين قرية صدد (من جهة الشمال الغربي) وقرية داركليب (من جهة الجنوب الشرقي). تحيطها المزارع والبساتين من جميع الجهات ما عدا جهة الشرق حيث توجد تلال «عالي» الأثرية من جهة الشرق ومدينة حمد، والجهة الجنوبية الشرقية يوجد بها قرية داركليب.